# Афанасьево-Слободской сельсовет
Афанасьево-Слободской сельсовет, Афанасьево-Слободской сельский Совет — административно-территориальная единица Себежского района Великолукской области РСФСР СССР. Ныне территория сельского поселения Себежское в Себежском районе Псковской области России. Исторически сельсовет приемник Афанасьево-Слободской волости Опочецкого уезда Псковской губернии, существовавшая в XIX—XX вв.
Административный центр — деревня Афанасьева Слобода.

## История
Постановлением Президиума ВЦИК от 1 августа 1927 года из Первомайской, Пролетарской и части Ленинской волостей Себежского уезда образован был Себежский район Великолукского округа Ленинградской области, куда включили Афанасьево-Слободской сельсовет.
Постановлением Президиума Калининского облисполкома от 11 июня 1936 года в результате разукрупнения Сталинского, Афанасьево-Слободского и Ленинского сельсоветов были образованы Дубровский и Луташевский сельсоветы.
В 1941—1944 гг. местность находилась под фашистской оккупацией войсками Гитлеровской Германии. В июне 1943 года 14 деревень Афанасьево-Слободского сельсовета (Агурьяново, Афанасьева Слобода, Богомолово, Говядово, Заварзино, Козоново, Лобаново, Лопатино, Лыково,
Семёново, Стаклино, Усадищи, Федьково, Хлюсты) были сожжены фашистами.
Указом Президиума Верховного Совета РСФСР от 16 июня 1954 года объединены сельсоветы: Афанасьево-Слободской, Свердловский и Томсинский — в Томсинский сельский Совет.

## Власть
На 1944 год штатная численность сельсовета составляла 3 человека (председатель исполкома, секретарь, избач). Председатель — Иванов Василий Иванович.
Управленческие документы постоянного срока хранения за 1944—1954 годы в количестве 123 единиц хранения переданы на постоянного хранение в Государственный архив в г. Великие Луки.

## Инфраструктура
Было развито коллективное сельское хозяйство: колхоз им. Сталина, колхоз «Дружный путь», колхоз им. Буденного, колхоз им. Кирова.
После освобождения и до конца Войны, то есть в 1944—1945 годах, численность колхозников была крайне малой: 20-25 человек.